# Paraíso Escondido
Paraíso Escondido är en ort i Mexiko.   Den ligger i kommunen Benito Juárez och delstaten Guerrero, i den södra delen av landet, 300 km sydväst om huvudstaden Mexico City. Paraíso Escondido ligger 10 meter över havet och antalet invånare är 143.
Terrängen runt Paraíso Escondido är mycket platt. Havet är nära Paraíso Escondido åt sydväst.  Närmaste större samhälle är Atoyac de Álvarez, 14,7 km norr om Paraíso Escondido. 